# Erodium microphyllum
Erodium microphyllum là một loài thực vật có hoa trong họ Mỏ hạc. Loài này được Pomel mô tả khoa học đầu tiên năm 1875.